# شهرستان اوگلایز
شهرستان اوگلایز (به انگلیسی: Auglaize County) یک منطقهٔ مسکونی در ایالات متحده آمریکا است که در اوهایو واقع شده‌است. شهرستان اوگلایز ۱٬۰۴۱٫۱۸ کیلومتر مربع مساحت دارد.